# Arzignano
Arzignano är en ort och kommun i provinsen Vicenza i regionen Veneto i Italien. Kommunen hade 25 569 invånare (2018).